# Vinylgroep

Structuurformule van de vinylgroep (boven), van vinylchloride (midden) en van styreen (onder).

Een vinylgroep is een veelvoorkomende functionele groep in de organische chemie en kan gezien worden als etheen (CH2=CH2) waar één waterstofatoom is vervangen door een alkyl- of arylgroep. De vinylgroep is daarmee een voorbeeld van de alkenylgroep: een atoomgroep waarbij minstens één dubbele binding in het substituent voorkomt.
Veelal wordt met vinyl gerefereerd aan de polymeer polyvinylchloride (pvc), dat ontstaat na polymerisatie van de monomeer vinylchloride.
In de muziekwereld wordt het woord vinyl gebruikt om grammofoonplaten aan te duiden. Deze werden in het verleden van pvc gemaakt.

## Voorbeelden

Vinylacetaat
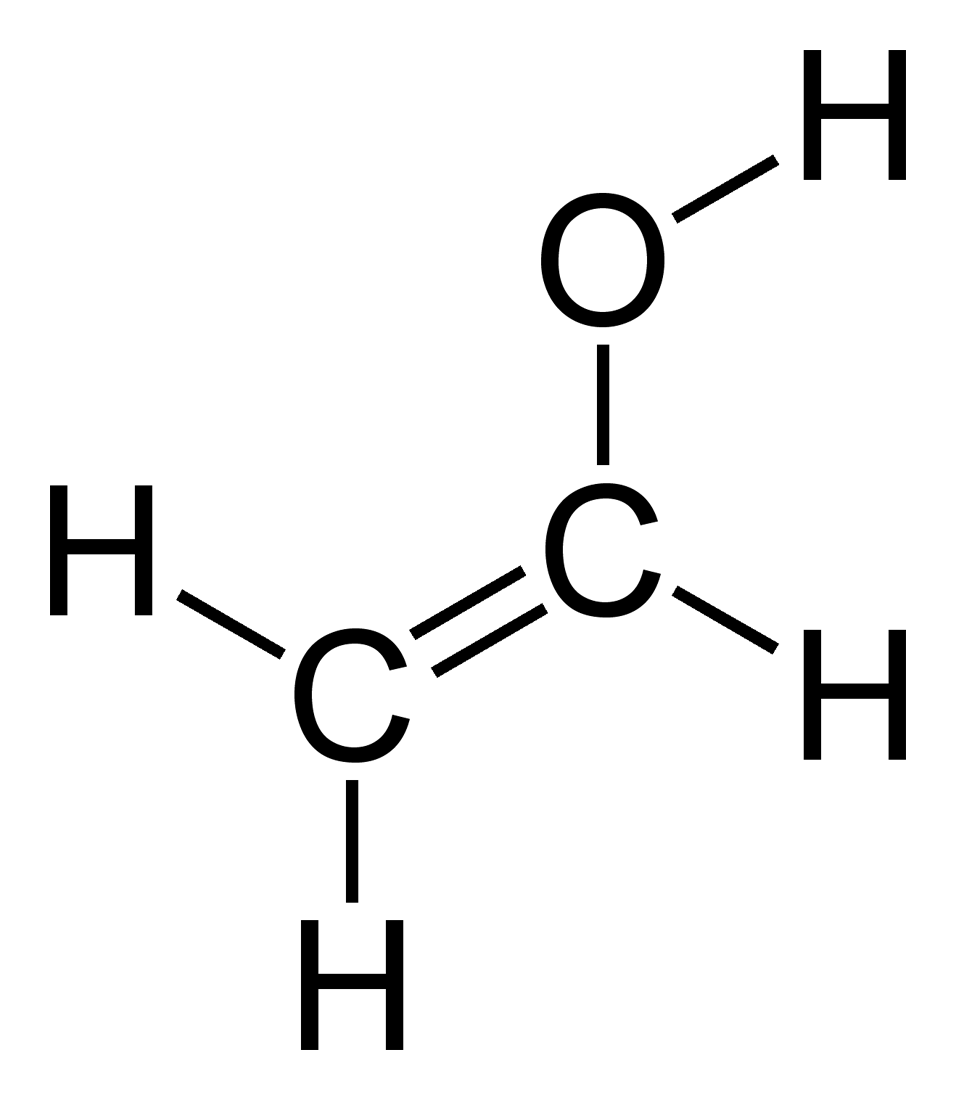
Vinylalcohol (ethenol), de enolvorm van aceetaldehyde
Vinylchloride
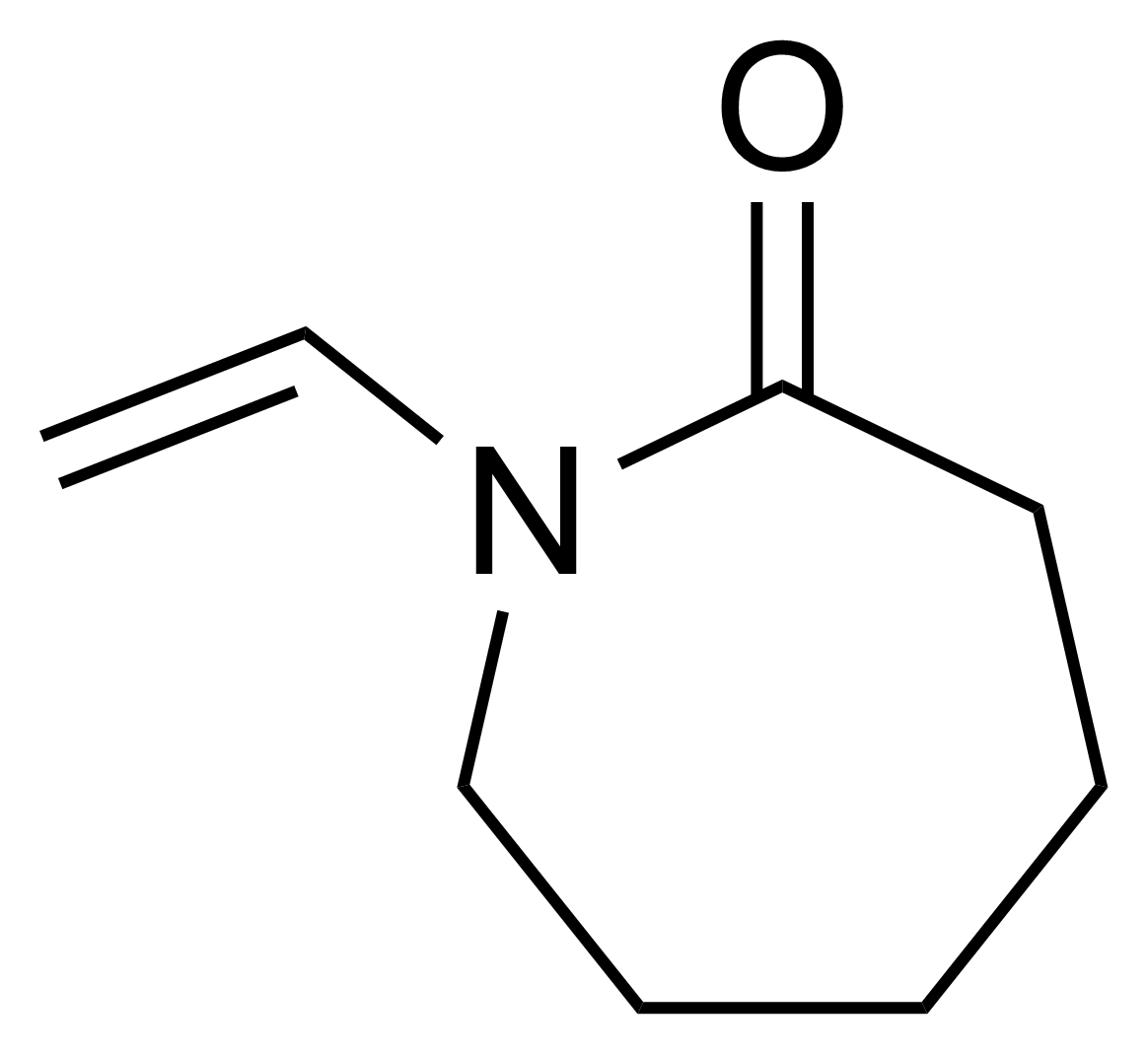
N-vinylcaprolactam